# Schachfestival Bad Wörishofen

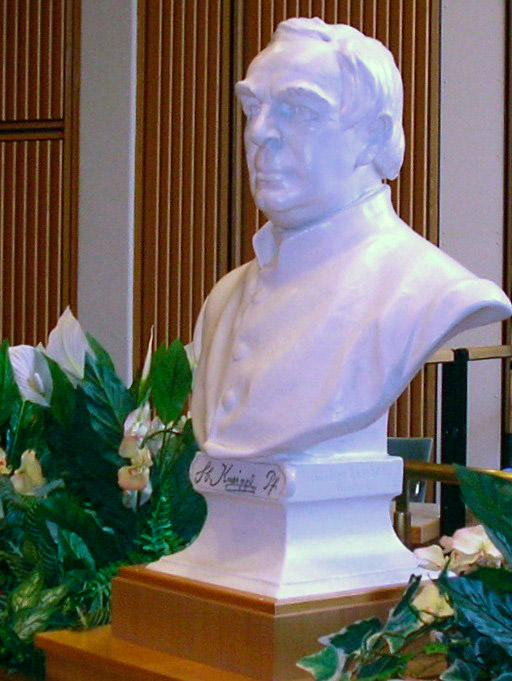
Sebastian Kneipp (Büste)

Das Schachfestival Bad Wörishofen ist ein internationales Schachturnier in Bad Wörishofen.

## 1985 Start im Kneipp-Kurort

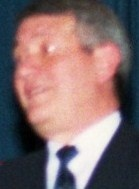
Reinhold Hoffmann (1995)

Die ChessOrg Schachfestivals in Bad Wörishofen waren ursprünglich von Reinhold Hoffmann (Bild links) initiierte internationale Schachturniere, die in den Jahren 1985 bis 1998 auch von ihm organisiert und veranstaltet wurden. 1985 waren die großen Schachturniere in Hamburg und Berlin nicht mehr allein. Wo Bad Wörishofen liegt, musste den ausländischen Spielern erst erklärt werden. Bekannt ist die Stadt, südwestlich von München gelegen, durch Pfarrer Sebastian Kneipp, der sie durch die Wasserheilkunde weltberühmt machte.

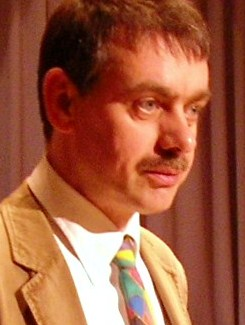
Jürgen Wempe (2012)

Sponsor dieser neuen großen Schachveranstaltung 1985 in Bad Wörishofen war die Weltfirma Digital Equipment Corporation (DEC) mit ihrem deutschen Werk in Kaufbeuren (17 km von Bad Wörishofen entfernt). Unter den Teilnehmern befand sich die ungarische Großmeisterin Zsuzsa Verőci. Dimo Werner erzielte den zweiten Platz. Helmut Reefschläger erfüllte seine dritte IM-Norm und dem Hamburger FIDE-Meister und Schachbundesligaspieler Hans-Jörg Cordes gelang ein viel beachteter Kurzsieg gegen Großmeister Anthony Miles. Diese erste Austragung des Open 1985 gewann Jan Smejkal.
Seit 1999 wird das Schachfestival in Bad Wörishofen von Jürgen Wempe durchgeführt, nachdem Reinhold Hoffmann 1998 das Jubiläum 25 Jahre ChessOrg gefeiert hatte. Austragungsort ist heute der Theatersaal im Kurhaus von Bad Wörishofen. Gespielt werden neun Runden nach Schweizer System. Die Ranglisten werden nach Buchholz mit Feinwertung (Buchholzsumme) ermittelt. Alle Turniere werden zur DWZ- und Elo-Auswertung eingereicht, wobei auch Titel-Normen möglich sind.
Im Jahr 2012 belegte der 81-jährige Viktor Kortschnoi unbezwungen den geteilten zweiten Platz (Vierter nach Feinwertung).

## Open der Schachfestivals

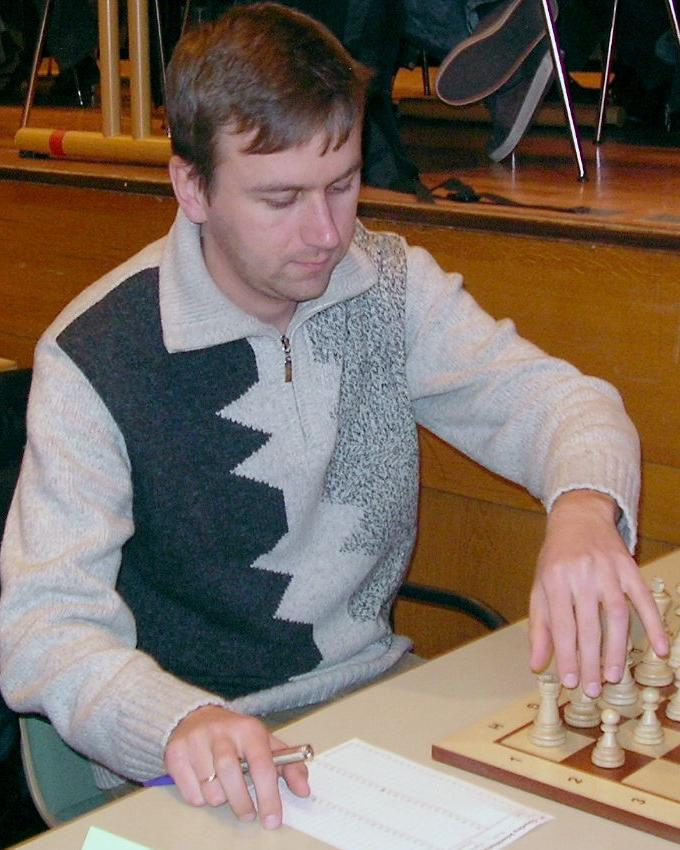
Alexander Zubarev (Sieger 2011)

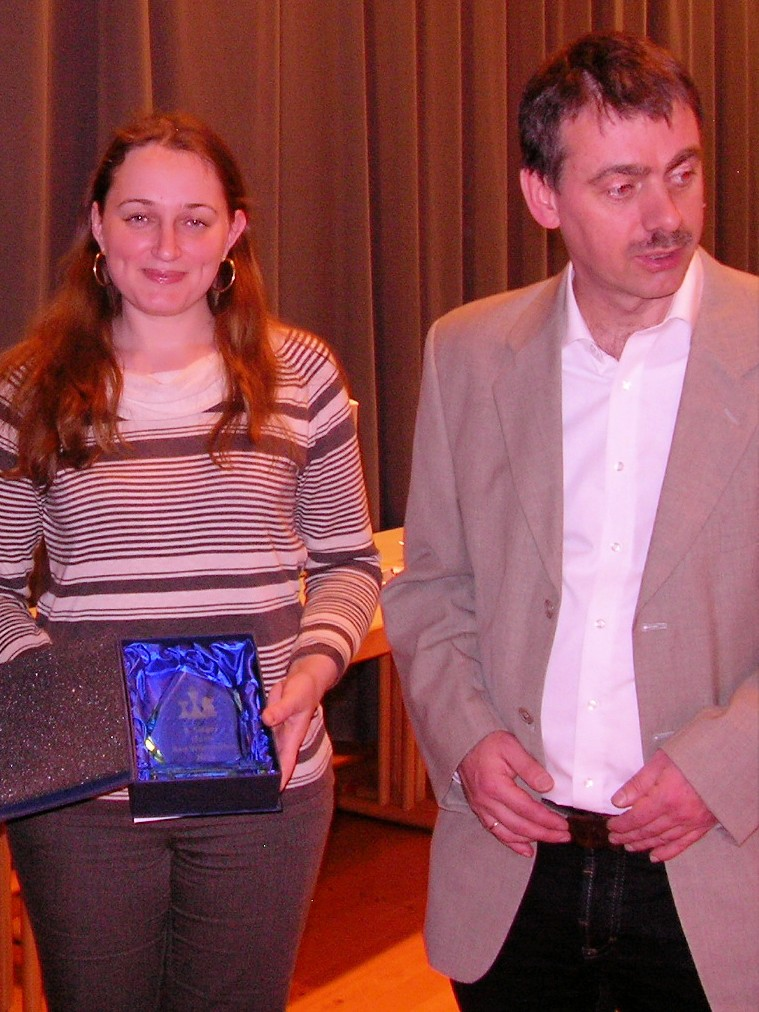
Inna Gaponenko und Wempe bei Siegerehrung 2011

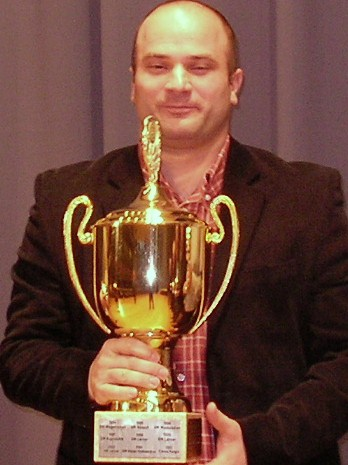
Miša Pap (Sieger 2012)

| Jahr | Sieger               | Zweiter             | Dritter             |
| ---- | -------------------- | ------------------- | ------------------- |
| 1985 | Jan Smejkal          | Dimo Werner         | Laszlo Cserna       |
| 1986 | Gennadi Kusmin       | Vlastimil Hort      | Jan Smejkal         |
| 1987 | Eduard Meduna        | Davor Komljenovic   | Radoslav Simic      |
| 1988 | Josef Klinger        | Davor Komljenovic   | Klaus-Jürgen Schulz |
| 1989 | Stefan Kindermann    | Anthony Miles       | Lucas Brunner       |
| 1990 | Anthony Miles        | Philipp Schlosser   | Norbert Lücke       |
| 1991 | Rustem Dautov        | Andrej Kovalev      | Konstantin Aseev    |
| 1992 | Rainer Knaak         | Sönke Maus          | Raj Tischbierek     |
| 1993 | Elmar Magerramov     | Bernd Kohlweyer     | Edvins Kengis       |
| 1994 | Elmar Magerramov     | Julian Hodgson      | Lev Gutman          |
| 1995 | Uwe Bönsch           | Felix Levin         | Peter Wells         |
| 1996 | Karen Movsziszian    | Oleg Romanishin     | Alexander Khalifman |
| 1997 | Viktor Kuprejchik    | Romuald Mainka      | Peter Wells         |
| 1998 | Konstantin Lerner    | Rustem Dautov       | Lev Gutman          |
| 1999 | Konstantin Lerner    | Vereslav Eingorn    | Vladimir Georgiev   |
| 2000 | Konstantin Lerner    | Romuald Mainka      | Lev Gutman          |
| 2001 | Alexej Aleksandrov   | Amon Simutowe       | Valerij Fillipov    |
| 2002 | Edvins Kengis        | Kiril Georgiew      | Vereslav Eingorn    |
| 2003 | Stanislav Savchenko  | Aloyzas Kveinys     | Arkadi Rotstein     |
| 2004 | Aloyzas Kveinys      | Vladimir Burmakin   | Vereslav Eingorn    |
| 2005 | Pengxiang Zhang      | Sebastian Siebrecht | Sergey Tiviakov     |
| 2006 | Vyacheslav Ikonnikov | Vladimir Burmakin   | Stelios Halkias     |
| 2007 | Xiangzhi Bu          | Stefan Bromberger   | Romuald Mainka      |
| 2008 | Vladimir Burmakin    | Vladimir Georgiev   | Vladislav Borovikov |
| 2009 | Romain Édouard       | Vladimir Epishin    | Sebastian Bogner    |
| 2010 | Vladimir Malaniuk    | Krasimir Rusew      | Vladimir Burmakin   |
| 2011 | Alexander Zubarev    | Sergey Kasparov     | Inna Gaponenko      |
| 2012 | Misa Pap             | Vladimir Epishin    | Henrik Teske        |
| 2013 | Vladimir Epishin     | Ilmārs Starostīts   | Romuald Mainka      |
| 2014 | Aloyzas Kveinys      | Boris Chatalbashev  | Alexandr Karpatchev |
| 2015 | Stelios Halkias      | Misa Pap            | Igor Khenkin        |
| 2016 | Igor Naumkin         | Aloyzas Kveinys     | Jan Werle           |
| 2017 | Alexandr Karpatchev  | Misa Pap            | Aloyzas Kveinys     |

## Seniorenturniere

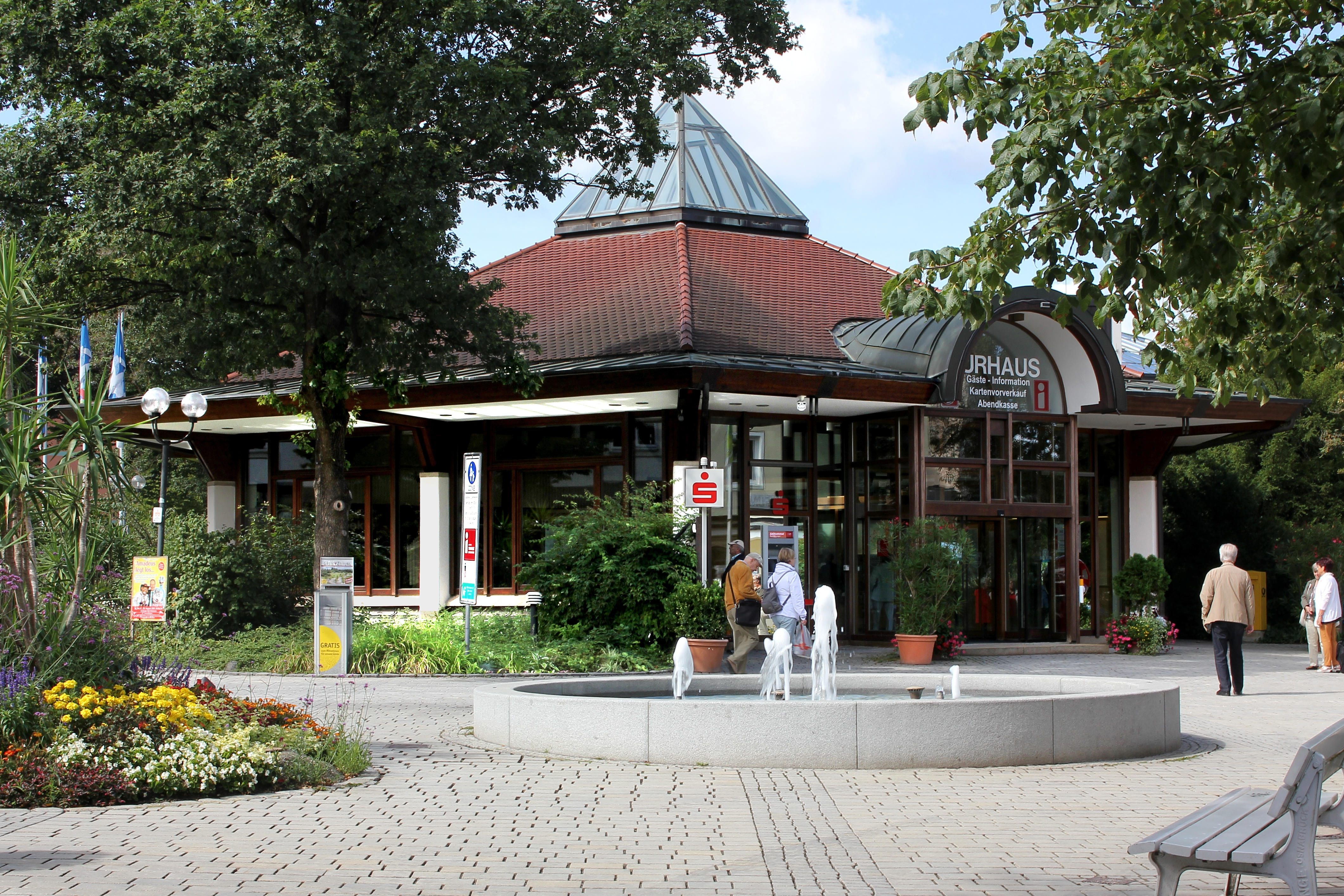
Kurhaus Bad Wörishofen

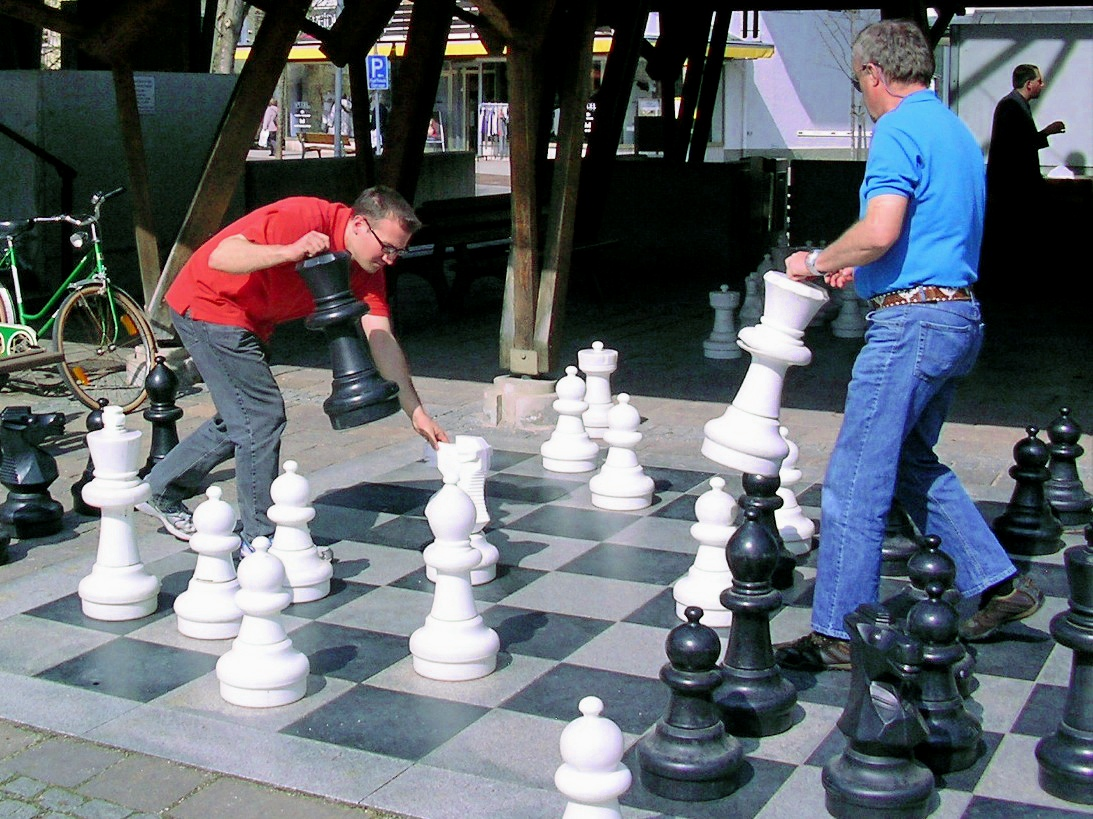
Gartenschach beim Kurhaus (2011)

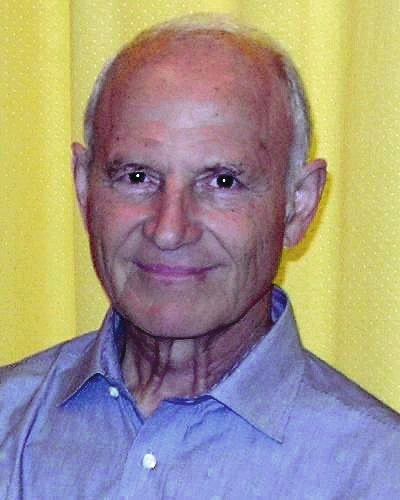
Hermann Krieger (Sieger der Senioren 2011)

Parallel zum Open wurden von ChessOrg auch Seniorenturniere im Kurhaus Bad Wörishofen ausgetragen.
| Jahr | Sieger                 | Zweiter            |
| ---- | ---------------------- | ------------------ |
| 1985 | Reisinger (Österreich) |                    |
| 1986 |                        |                    |
| 1987 | Walter Steglich        |                    |
| 1988 | Walter Steglich        | Paul Tröger        |
| 1989 |                        |                    |
| 1990 |                        |                    |
| 1991 | Herbert Weigel         |                    |
| 1992 | Christos Papapostolou  | Horst Schmitzer    |
| 1993 | Hans Kraft             | Gregor Kasüschke   |
| 1994 | Hans Kraft             | Horst Schmitzer    |
| 1995 | Hubert Koller          | Herbert Weigel     |
| 1996 | Christos Papapostolou  | Horst Schmitzer    |
| 1997 | Reinhard Zunker        | Udo Goy            |
| 1998 | Bernhard Bierwisch     | Reinhard Zunker    |
| 1999 | Udo Goy                | Helmut Escher      |
| 2000 | Bernhard Bierwisch     | Tadeusz Zoltek     |
| 2001 | Tadeus Zoltek          | Milan Keserovic    |
| 2002 | Eckart Wunderer        | Manfred Hein       |
| 2003 | Volkhard Igney         | Tadeuz Zoltek      |
| 2004 | Volkhard Igney         | Ferdinand Niebling |
| 2005 | Johann Fischer         | Udo Goy            |
| 2006 | Hans-Joachim Neese     | Udo Goy            |
| 2007 | Reinhard Zunker        | Juri Lubarski      |
| 2008 | Wolfgang Weinwurm      | Juri Lubarski      |
| 2009 | Arno Zakharenko        | Werner Szenetra    |
| 2010 | Hans-Joachim Neese     | Fritz Maurer       |
| 2011 | Hermann Krieger        | Stephen Berry      |
| 2012 | Bernd Baum             | Edwin Bhend        |
| 2013 | Bernd Baum             | Manfred Trescher   |
| 2014 | Hans-Joachim Neese     | Bernd Baum         |
| 2015 | Wolfgang Weinwurm      | Heinrich Daeubler  |
| 2016 | Christoph Frick        | Alexander Okrajek  |
| 2017 | Stephan Berry          | Christoph Frick    |

## Nestorenturniere

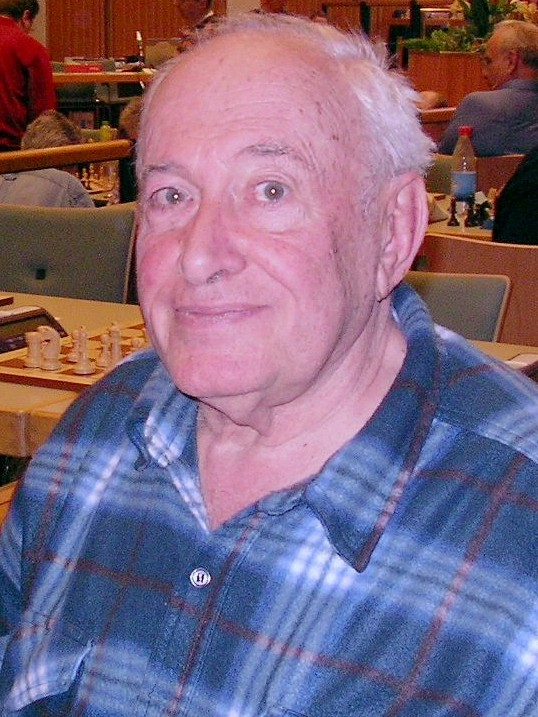
Viktor Lainburg (2011)

2011 wurde erstmals ein Nestorenturnier durchgeführt, das Gerhard Hund vor Viktor Lainburg gewann.
2012 siegte Viktor Lainburg bei der Nestorenwertung vor Gerhard Hund.